# المرأة في الهندوسية
تقدم النصوص الهندوسية وجهات نظر متنوعة ومتضاربة حول وضع المرأة، وذلك بدءاً من وضعها أحيانا كإلهة (كالآلهة الهندوسية المؤنثة) إلى الحد دورها كإبنه مطيعة وربة بيت وأم.
في ترنيمة «ديفي سوكتا» الموجودة في كتاب الريجفدا (إحدى الكتب الهندوسية المقدسة)، يظهر أن الروح المؤنثة جوهر الكون، ومنها ينشئ كل المسائل والوعي الأبدي واللانهائي، وواقع الميتافيزيقية والتجريبية (براهمان)، الروح (الذات العليا) لكل شيء.
في كتاب السمرتي، يوضح وضع المرأة في الهندوسية بأشكال مختلطة ومتناقضة، وفي كتاب مانوسمريتي يؤكد أن المرأة «زوجة، ويجب عليها أن تطيع زوجها وتلتمس الحماية من والدها، في حال كونها شابه متزوجة، واعتبارها أرملة ابنها». وفي الأقسام الأخرى من نفس الكتاب يؤكد أنه يجب على المرأة أن تكرم وتتزين، ومع ذلك فقد شكك العلماء في أصلية أو فساد تلك النصوص مع مرور الوقت، طبقا للاصدارات التي لا تتفق مع العديد من مخطوطات السمرتي التي تم اكتشافها.
بالإضافة إلى ذلك، فإن الهندوس ـ كما جاء في مانوسمرتي ـ بشجعون على الزواج المبكر، ويعتبرون عدم الزواج عاراً، ومنذ الصغر يهتم الأهل بإتمام زواج أولادهم. والزواج يربط المرأة بزوجها رباطاً أبدياً، لذلك فقد انتشر عندهم إذا مات الزوج قبل الزوجة أن تحرق الأرملة مع جثمان زوجها لأنَّه خير لها أن لا تبقى بعده، ويدعون للتباعد في الزواج بحيث لا يتزوج الإنسان من قريباته، من جهة الأم أو الأب، ويضعون شروطاً قاسية تتعلق باختيار الزوجة.
وإذا كان موضوع حرق المرأة الأرملة مع جثمان زوجها قد توقف بشكل شبه نهائي بعد قانون أصدره المستعمرون الإنجليز عام 1830، فإنَّ المرأة ظلّت محرومة من ميراث أبويها حتّى سنة 1956، حيث صدر قانون في الهند يعطيها هذا الحقّ، إلاَّ أنَّ المرأة لـم تنتهِ معاناتها بعد في مجتمع الهند حيث لازالت مشكلة «الدوطة» التي على الأهل تأمينها تقف عائقاً أمام زواجها، وبعد تطوّر الفحص الجنيني قبل وضع الحمل لمعرفة جنس الجنين، فقد ساعد ذلك على انتشار حركة الوأد للأنثى إمّا بالإجهاض أو بالدفن لحظة الولادة. وهذا ما تطلب من البرلمان الهندي أن يصدر في أغسطس من عام 1994م قانوناً يحظِّر إجراء الفحوص الطبية لتحديد نوع الجنين قبل ولادته.
وتعطي الهندوسية للرّجل حقَّ تطليق زوجته، وهذا الحقّ غير معطى لها، أمّا الأمور التي تبرّر له هذا الطلاق، فهي بحسب شرعهم في مانوسَمَرتي محدّدة بالنص التالي: «يحقّ للرّجل أن يطلّق زوجته إذا ما ظهر له فيها عيب أو مرض أو أنَّها غير بكر، أو أنَّها أعطيت له بخدعة».
في النصوص الهندوسية القديمة المتواجدة في العصور الوسطى، تم تقديم عدة صور متنوعة عن واجبات وحقوق المرأة في الديانة الهندوسية. النصوص التي تعترف بثمانية أنواع من الزواج بدءاً من الأب للعثور على شريك حياة لابنته والتماس موافقتها (زواج البراهما)، حيث أن الزوجين يلتقيا ببعضها البعض دون مشاركة الوالدين (زواج جاندارفا). ويفسر ذلك علماء الدين بالحقبة الفيدية للنصوص الهندوسية، كذلك فان سجلات المسافرين إلى الهند قديما وفي القرون الوسطى، توحي بعدم ممارسة المجتمع الهندوسي القديم وفي أوائل القرون الوسطى المهر أو ما شابه. وهذه الممارسات قد أصبحت واسعة الانتشار في وقت ما في الألفية الثانية من بعد التطورات الاجتماعية والسياسية في شبه القارة الهندية.

## في النصوص القديمة

### نصوصالفيداس
وضعت النصوص القديمة للديانة الهندوسية تبجيل للمؤنث، ويؤكد الفصل العاشر من ريجفدا أن المؤنث يكون المبدأ الأسمى وراء كل ما في الكون، في ترنيمة التالية التي تسمى «ديفي سوكتا»
| ” | أنا الملكة، أنا المجمع إلى أعلى الكنوز، الأكثر معلوم، الأولى لأولئك الذين يستحقون العبادة. وهكذا وضعت التماثيل لي في أماكن كثيرة في العديد من المنازل للدخول والتقيد فيها من خلالي وحدي كل الأغذية التي يتغذى عليها الرجل،--كل رجل يرى، يتنفس، يسمع كلمة صراحة أنهم يعرفون أنه لا، ولكن أنا مقيمة في جوهر الكون. أسمع، كل واحد، أنا الحقيقةالتي أعلنها. أنا، حقاً، بنفسي أعلن وأنطق الكلمة التي سوف أرحب بها بالآلهة والرجال على حد سواء. اجعل الرجل أحب تجاوز الأقوياء وجعل منهم الحكيم واحد من يدري البراهمي. أنا منحنى القوس رودرا أن له سهم قد ضرب ويقتله كاره التفاني. في قمة العالم أحمل المنصوص عليها الأب: بيتي في المياه، وفي المحيط. ثم أنا بريفادي جميع قائمة المخلوقات، "الذات العليا الداخلية"، والمجاهرة بها مع جسدي. أنا خلقت العالمين في ارادتي، دون أي أعلى يتخلل ويسكن داخلها. وكذلك الأولى في وعي الأبدية واللا نهائية، وإن عظمة بلادي مسكون في كل شيء. | “ |

## الالهة المؤنثة
في الفلسفة الهندوسية بالعموم يوجد آلهة مذكرة ومؤنثة، فقد تشكلت كثير من الآلهة الهندوسية على شكل المرأة، ويعتقدون في تلك الآلهة اعتقادات مختلفة، ومن بينهم ما يلي.

### دورجا
دُرْغا (تعني بالسنسكريتية "التي لا تقهر أو لا يمكن الوصول إليها) وتسمى أيضا ما دورگا أي الأم دُرْغا هي الإلهة العليا في الهندوسية. وتعبر أم غانيش وساراسواتي ولاكشمي، وهي أيضا الوجه القوي المحارب للشياطين لبارافاتي زوجة شيفا. لذلك ترسم بعشرة أذرع وتركب الأسد أو النمر وتحمل أسلحة، وتعتبر تجسد الطاقة الأنثوية الخلاقة شاكتي.

### ديڤي
دَيْوِيِ देवी تعني بالسنسكريتية الإلهة نفس معنى شاكتي الجانب الأنثوي للألوهية في الهندوسية التي تؤمن أنه بدون الجانب الأنثوي تبقى الآلهة المذكرة عاجزة. عبادة الإلهات المؤنثة تدخل في صميم الهندوسية. دَيْوِيِ هي كل إلهة هندوسية. وهي التجسد الأنثوي للرب الأعلى.

### ساراسواتي
سَرَسْوَتِيِ (सरस्वती) هي لا تنتمى إلى الإلهات الهندوسية. وهي إلهة الكلام والعلم والتعليم. تذكر الأسطورة أنها خلقت اللغة السنسكريتية وآلة موسيقية تشبه العود وأنها زوجة براهما إله الخلق في الهندوسية.

### شاكتي
شَكْتِ تعني القوة أو الطاقة وهي في الهندوسية فكرة أو تجسد الجانب الأنثوي للآلهة ويشار إليها أحيانا بالأم الإلهية وتمثل القوة الإلهية المؤنثة الفعالة. تعبد شاكتي في طائفة الشاكتية على أنها الكائن الأعلى لكن في فرق أخرى من الهندوسية تجسد شَكْتِ قوة وطاقة الآلهة المذكرة مثل فيشنو في الفيشنوية وشيفا في الشيفية. شَكْتِ فيشنو تسمى لاكشمي وشاكتي فيشنو هي بارفاتي.

### لاكشمي
لَكْشْمِيِ هي إلهة المال والحظ في الهندوسية وهي زوجة الإله فيشنو. يصلي معظم الهندوسيين لها في عيد الديوالي.

### بارفاتي
بارْوَتِيِ (पार्वती) في الهندوسية هي إلهة وزوجة شيڤا أحد أهم الآلهة في الهندوسية، وأم غانيش وسكاندا. معنى بارڤاتي في السنسكريتية بنت الجبل وتدعى في التعاليم الهندوسية بنت جبال هيمالايا حيث يعتقد أنها تعيش فيها.

### آدي باراشاكتي
وفقا للأساطير الهندوسية، فإن آدي باراشاكتي أو الآلهة ديفي، هي الكائن الأسمى. وهي أيضا المشار إليها شعبيا باسم «آدي شاكتي» و «بارام شاكتي» و «مها شاكتي» و «ماهاديفي»، أو حتى مجرد «شاكتي».
«بارما» تعني العليت، «ساتيا» تعني الحقيقة وفقا لكثير من النصوص الشاكتية.

## الزواج

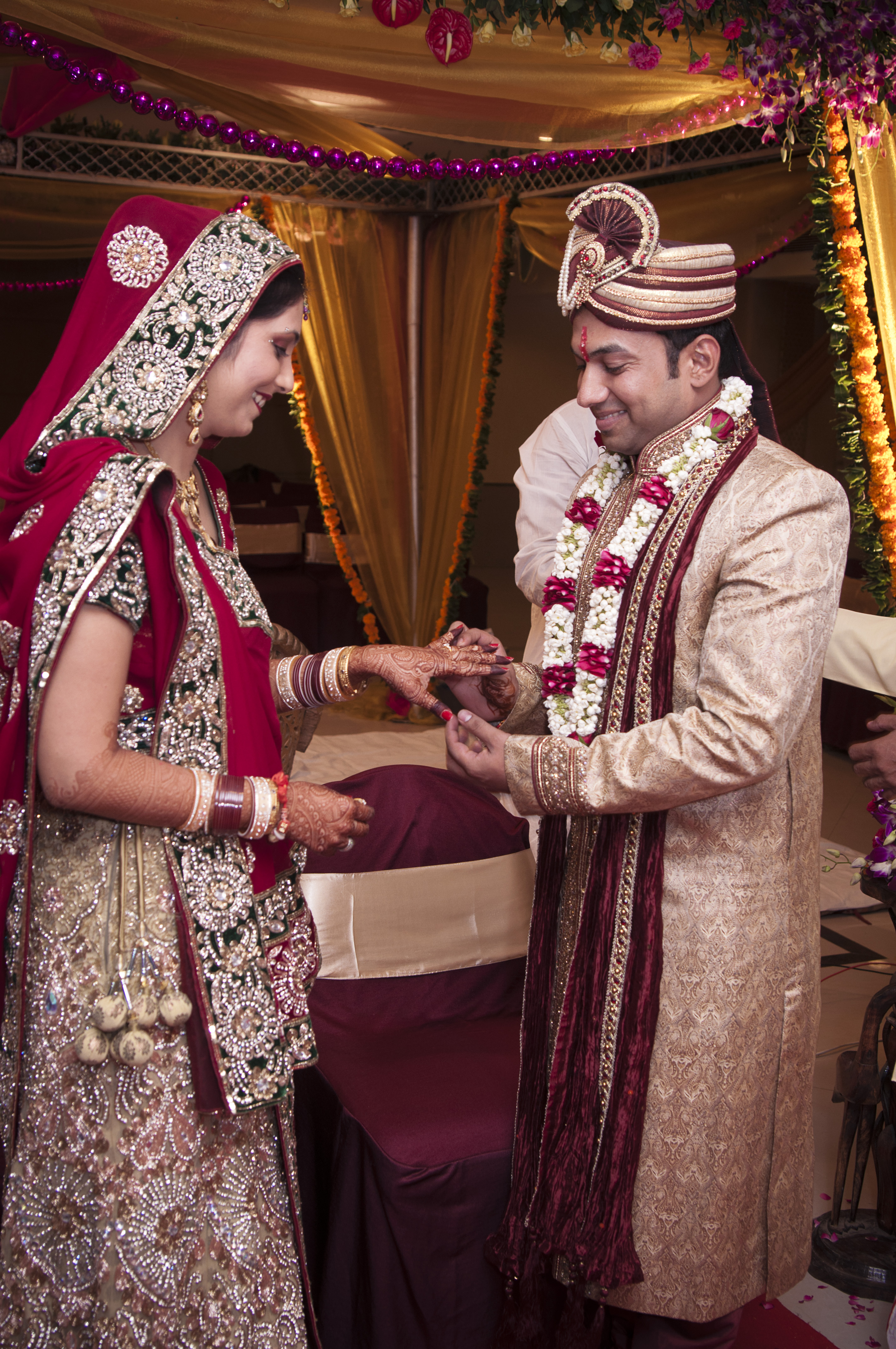
زوجان هندوس أثناء عرسهما

في الزواج عند الهندوس هناك بعض القوانين التي لا يمكن الخروج عنها، منها عادة خطبة الولد للبنت منذ الطفولة أو الميلاد، كما تمنع تلك القوانين من تداخل الطبقات التي حددتها الآلهة، فقد يسمح لأن يتزوج رجل من طبقة عليا فتاة من طبقة أقل منه، ولكن لا يمكن أن يحدث العكس حيث إن القانون يسمح للطبقات العليا أن تفعل ما تشاء، ولكن الطبقات الدنيا مقيدة.

### حفل الزفاف
يكون العرس عند الهندوس ضخمًا حيث يقام سرادق يتم فيه بث الأغاني الهندية مسجلة للمطربين، وتضع المدعوات من الأقارب والمعارف بالعقود والأساور، ويرسمن أيديهن بالحناء المخصصة لذلك، كما ترتدي الفتيات الساري الحريري. أما العروس فإنها تكون بالداخل وتقوم أمها وأخواتها بتجهيزها قبل وصول العريس، فبعد الاستحمام تطلى اليدان والقدمان بالحناء، وتبدأ والدتها بإلباسها الساري ووضع المكياج لها، ثم تضع الأقراط في الأنف والأذن والخلاخيل في الرجلين يأتي العريس على حصان مزين مرتدياً عمامة خاصة في مقدمتها زمردة وريش طاووس وعقد حول رقبته وأمامه طفل صغير يضعه كرمز لاستمرار النسل، ويكون في مقدمة الموكب فرقة موسيقية، وأمام حصان العريس حلقة رقص تضم بعض أقربائه وأصحابه حتى يقترب العريس ببطء من السرادق، فينزل على منضدة وضعت له خصيصاً، فتضع أم العروس الحناء على جبهته، ثم يأتي باقي النساء كذلك ويقدم له أهل العروس «جوزة هند» كدليل على عذرية العروس، وكذلك يقومون بتقديم رزمة من المال وهدايا أخرى بسيطة، وتقترب العروس حانية الرأس دليل على طاعتها لهذا الزوج، ثم تقدم له إكليلا من الزهور، وهو بدوره يقدم لها إكليلا آخر، ويتم ربط طرف الساري بعمامة العريس ويدور وهي خلفه حول نار في وسط المصطبة، ويوجد كاهن في هذه الأثناء يتمتم ويقرأ ويرش على العرسان من الماء المقدس، وبعد تناول الأطعمة المعدة للضيوف يتم شرب القهوة مع مشاهدة عرض كوميدي بين رجلين يتنافسان في رقصة طريفة، ثم يرحل العريس بعروسته في اليوم التالي، ومعه أحد إخوة العروس؛ حيث يقيم عندهم يومين ثم يليه أخوه الآخر كتقريب للعائلتين تقام السرادقات الضخمة على حساب والد العروس الذي يدفع كل مصاريف العرس ويفرش البيت دون إجبار العريس على دفع أي شيء، وكذلك فإن والد العروس هو من يقدم المهر والعريس فقط يتسلم العروس ومعها كل لوازم البيت.

## الطلاق
لا تتوفر أية إحصائيات رسمية عن الطلاق في الهند، ولكن يقدر في حفلات الزفاف من 1 إلى 100 أو إلى 1000.
الطائفة الهندوسية محكوم بـ«قانون زواج الهندوس»، ولكن المجتمعات الهندية الأخرى لديها قوانينها الخاصة عن الطلاق:
- بارسي الزواج وقانون الطلاق، 193641
- حل قانون «الزواج الإسلامي»، 193942
- قانون زواج الأجانب، 196943

## الملابس
في التقاليد الهندوسية القديمة والقرون الوسطى كان على المرأة تغطية رأسها ووجهها، أما في العصر الحديث فيوجد تحرر إلى حد ما في زي المرأة، وتختلف أشكال الملابس للنساء من أتباع الديانة الهندوسية على حسب العادات والتقاليد المتواجدة في البيئة المحيطة، فنوع وهيئة الملبس للمرأة الهندوسية يختلف باختلاف الاماكن في الهند أو خارج الهند.
يُعد السّاري هو الزي النسائي التقليدي في الهند، ويتكون من شريط طويل من القماش غير المخاط يمكن لفه بعدّة أساليب، وأكثر الأساليب انتشارا يكون بلفه حول الخصر ثم رفع إحدى النهايات فوق الكتف.

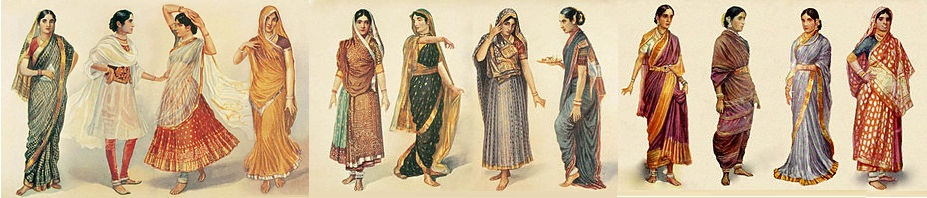
اشكال مختلفة لزي الساري للمرأة الهندوسية

## الفنون والثقافة

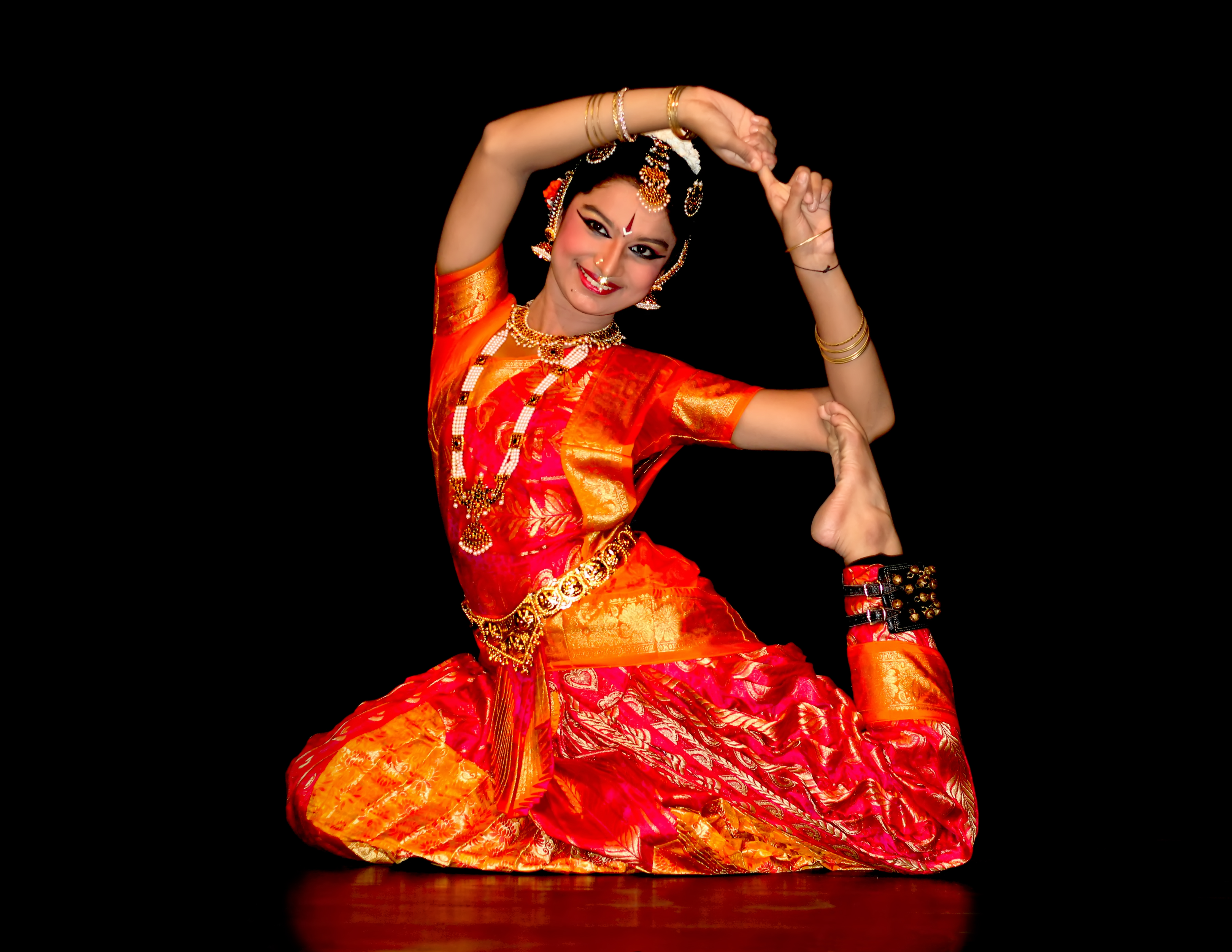
أمرأة هندوسية تمارس احدى الرقصات

يعتبر الفن الديني الهندوسي يقترن بفنون الأداء فضلا عن الفنون البصرية، وأعربت النساء في الفنون الهندوسي بدور بارز كالرجال، وقد أسهمت التعابير الدينية والروحية للمرأة، خلال تقديس الآلهة ومنها اله للفنون، والموسيقى والشعر، والكلام والثقافة والتعلم، الالهة ساراسواتي في التقاليد الهندوسية. كما ان فن المسرح السنسكريتية الناتج جذوره عن الفيدا النابعة من المبادئ الثلاثة: «كونية الرجل (بوروشا) والذات (اتمان)، والتبيان العالمي (براهمان)». وقد تم العثور على بعض الإشارات المبكرة للمرأة في كتب الفيدا لذلك فالهندوس بصفة عامة أو خاصة بالمرأة ينشطون في الموسيقى والرقص والأداء الفني كما مبين في النصوص الهندوسية في الفصل الأول تيتيرييا سميتا
في الاحتفالات الدينية، مثل الطقوس السوترا شراوتا وجريهيا القديمة، وترنيمة بانيني، باتنجالي وترنيمة جبلة وغيرها، لذلك يبين أن المرأة الهندوسية غنت الترانيم وكانت مساوية جنبا إلى جنب مع الرجل.